# Фісташка туполиста
Фісташка туполиста (Pistacia mutica) — рослина родини сумахових, підвид виду фісташка атлантична з роду фісташка. Фісташка туполиста занесена до Червоної книги України.

## Ареал
Область розповсюдження в Криму лежить від Севастополя до Коктебеля, також в районі Бахчисарая, на чорноморському узбережжі Кавказу — від Сукко до хутора Бетта, що знаходиться на південь від Геленджика. Рослина поширена в Східному і Південному Закавказзі, в Туреччині, на заході Ірану, на грецьких островах Хіос і Родос.
Охороняється у Ялтинському гірсько-лісовому заповіднику, «Мис Мартьян», Карадазькому природному заповіднику, заказниках загальнодержавного значення «Мис Айя», «Байдарський», «Новий Світ», «Канака», «Аю-Даг», «Мис Фіолент», пам'ятки природи «Гора Кішка» та в ряді заповідних об'єктів місцевого значення.

## Екологія
Утворює паркові ліси — рідколісся, утворює ряд угруповань з ялівцем високим, дубом пухнастим, рідко — чисті угруповання. Насіння в значній мірі поїдаються шкідниками.

## Біологічний опис

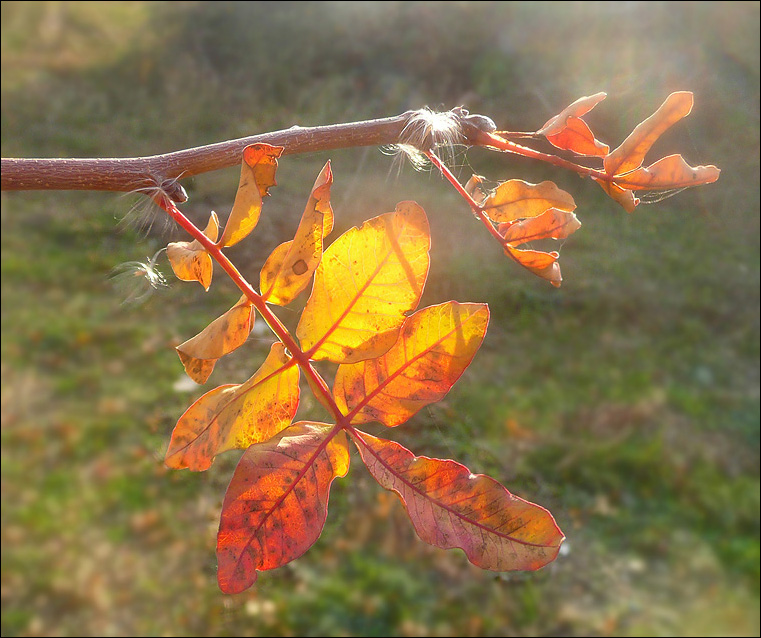
Осіннє забарвлення листя фісташки туполистої — 28 листопада, околиці Новоросійська

Дерево заввишки 8—12 м, стовбур іноді досягає 1 м у діаметрі; росте повільно — у віці 20 років досягає висоти 1 м, доживає до 1000 років; крона дуже густа, нізка; кора попелясто-сіра, тріщинуватості на старих гілках.
Листя складні, непарноперисті, складаються з 5—7 листочків, черешок у верхній частині крилатий; листочки яйцеподібні, майже сидячі, зверху блискучі, темно-зелені; краю пластинок короткоопушенние, довжина листочків 4-5 см, а ширина — до 3 см; листя розгортаються на початку травня, опадають в листопаді.
Рослини дводомні, квіти одностатеві, дрібні, непоказні, зеленуваті; в лісостанах переважають жіночі особини; тичинкові квітки зібрані в широкі волоті, маточкові — в рідкісніші волоті. у чоловічих квіток чашка маленька, пятіраздельная, тичинок 5; у жіночих квіток чашка трьох-четирехроздільна; зав'язь сидяча з коротким стовпчиків.
Плід: односім'янні сухі кістки, червоніючі при дозріванні; плодоносить з липня по жовтень, починає плодоносити у віці 8—10 років; рясно плодоносить через 2—3 роки.

## Корисні властивості
Укріплює ґрунт, придатна для залісення сухих крутих схилів, зсувів. Рослина містить камедь, що вживається як жуйка — кеван (звідки і одна з назв — кевове дерево). Підсушена живиця при спалюванні видає приємний запах, нею користуються при ароматизації приміщень. У релігійних обрядах вона відома під назвою «ладан» (крім використовуваного також ладанного дерева). Смолу в суміші із вершковим маслом, воском у вигляді пластиру застосовують зовнішньо для лікування ран.
Декоративна рослина — може застосовуватися для озеленення чорноморських міст. Насіння їстівне в сирому і сушеному вигляді, містить до 60 % жирів. У Туреччині виготовляють солодощі — фісташки в цукрі. Іноді плоди збирають у незрілому вигляді і їдять їх ядра з кислим молоком.
З плодів вичавлюють олію, що використовується для горіння і миловаріння. Смола придатна для виготовлення спиртових та художніх лаків. Ефірні олії, смоли знаходять застосування в парфумерній промисловості. Листя багате дубильними речовинами (до 20 % танидів). Гали, що розвиваються на листях, містять підвищений відсоток танидів. Вони служать сировиною для отримання дубильних екстрактів в шкіряній промисловості.
Має важливе ґрунтозахисне та протиерозійне значення. Крім того, зарості фісташки туполистої дають притулок величезній кількості середземноморських рідкісних видів, серед яких чимало рідкісних ендемів.
| Червона книга України |                                                                 |
|                       | Цей вид Фісташка туполиста занесений до Червоної книги України. |